# نيلسون غونزاليس
نيلسون غونزاليس (بالإسبانية: Nelson González)‏ (22 سبتمبر 1988 بوينس آيرس الأرجنتين - ) هو لاعب كرة قدم أرجنتيني يلعب كلاعب وسط.

## روابط خارجية
- نيلسون غونزاليس على موقع الدوري الأمريكي (الإنجليزية)
- نيلسون غونزاليس على موقع قاعدة بيانات كرة القدم.إي يو (الإنجليزية)
- نيلسون غونزاليس على موقع Soccerway.com (الإنجليزية)